# Josefina Guilisasti
Josefina Guilisasti Gana (Santiago de Xile, 1963) és una artista visual xilena relacionada al projecte Incubo —al costat de Cecilia Brunson—, al qual va pertànyer entre 2005 i 2009.
Va estudiar llicenciatura en arts visuals a la Universitat de Xile entre 1981 i 1985, on va ser alumna de Rodolfo Opazo i Gonzalo Díaz; posteriorment, entre 1990 i 1992 va fer estudis en pintura escenogràfica en La Scala de Milà i en 1997 va ser alumna d'Eugenio Dittborn. En el seu treball «qüestiona la representació dels objectes per mitjà de les tècniques i elements artístics tradicionals com l'oli sobre tela, l'ús de la tela com a format i la serigrafia», no escapant a la realització d'obres col·lectives, en les quals ha participat al costat d'Isabel del Río i Claudia Missana. L'any 2008 va rebre el Premi Altazor de les Arts Nacionals en la categoria Pintura per Bodegones.
Ha participat en diverses exposicions individuals i col·lectives durant la seva carrera, entre elles la mostra Correspondències en el Haus am Kleistpark de Berlín (2002), la IV Biennal en el Museu Nacional de Belles arts (2004), la mostra Fragmento I en la Biennal de Pontevedra (2006), la Biennal del Mercosur en Porto Alegre (2001 i 2007), la mostra Ejercicio de Colección La Comida en el Arte: Alimentos en Reposo del Museu Nacional de Belles arts de Xile (2008), Tectonic Shift en el Saatchi Gallery de Londres (2011), entre altres exposicions a Xile, Estats Units i Europa.